# Changchun
Changchun 長春 er en storby i det nordøstlige Kina med ca. 7.459.000 indbyggere, heraf 3.581.000 i byområdet (2007). Byen er provinshovedstad og den største by i Jilin. Changchun er en subprovinsiel by og har et areal på 20.532 km2 hvoraf selve byomområdet udgør 3.616 km2

## Historie
Changchun er en relativt ny by med omtrent 200 års historie. Den blev grundlagt som en mindre by i 1800: Kejser Jiaqing af Qing-dynastiet valgte en lille landsby på den østlige bred af Yitong-floden og navngav det "Changchun Ting." I 1889 blev det forfremmet som "Changchun Fu". 

## Transport
Byen er et jernbaneknudepunkt i det nordlige Kina og har togforbindelser til bl.a. Beijing, Shanghai, Shenyang og Tumen. Desuden betjenes byen også af en motorringvej og flere motorveje til bl.a. Shenyang, Dalian, Harbin og Fushun.
Byens lufthavn er Changchun Longjia International Airport, der ligger ca. 30 km fra byen. Dette er samtidig provisens største lufthavn. Herfra er der faste indrigsruter til bl.a. Xian, Shenzhen, Nanjing, Hong Kong og udenrigsruter til bl.a. Tokyo, Seoul, Sendai og Vladivostok

## Myndigheder
Den lokale leder i Kinas kommunistiske parti er Wang Kai. Borgmester er Liu Xin, pr. 2021.
- Wikimedia Commons har flere filer relateret til Changchun

43°53′N 125°19′Ø / 43.883°N 125.317°Ø